# Leucochimona aequatorialis
Leucochimona aequatorialis är en fjärilsart som beskrevs av Adalbert Seitz 1913. Leucochimona aequatorialis ingår i släktet Leucochimona och familjen Riodinidae. Inga underarter finns listade i Catalogue of Life.